# يوم البريد العالمي

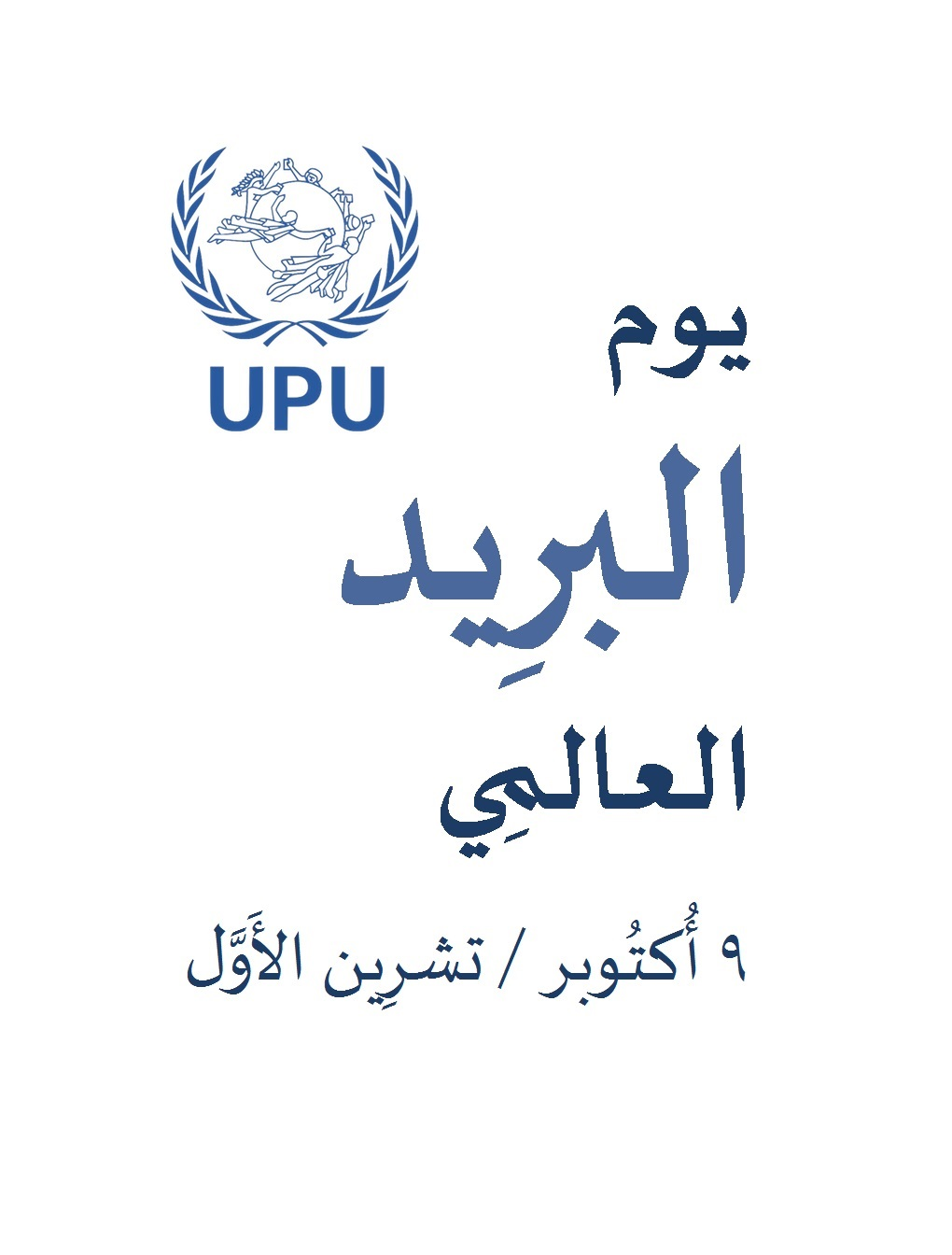
شعار غير رسمي ليوم البريد العالمي

يوم البريد العالمي هو يوم عالمي يتمّ الاحتفال فيه بدور البريد وأهميته في حياة الناس، في 9 تشرين الأول/أكتوبر من كل عام.

## تاريخ
خلال مؤتمر الاتحاد البريدي العالمي الذي عقد في طوكيو، اليابان، عام 1969م، أعلن عن اتخاذ تاريخ 9 تشرين الأول /أكتوبر يوما عالميا للبريد ، بمناسبة ذكرى تأسيس الاتحاد البريدي العالمي (UPU) في العاصمة السويسرية برن عام 1874.

## الاحتفال بيوم البريد العالمي
يحتفل في كل عام بيوم البريد العالمي بطرق مختلفة. فتتخذ بعض البلدان اليوم العالمي للبريد عطلة رسمية. وتقدم من خلال هذه المناسبة منتجات وخدمات بريدية جديدة. تستخدم بعض البلدان المناسبة لمكافأة موظفيها. وفي العديد من البلدان، وتنظم معارض لهواة جمع الطوابع وإصدار طوابع جديدة. وتضم أنشطة أخرى، مثل عرض ملصقات بمناسبة يوم البريد العالمي في مكاتب البريد والأماكن العامة، تهدف إلى تعزيز الوعي بدور البريد وأهميته في حياة الناس. وفي بلدان أخرى تُنظم أيام مفتوحة في مكاتب ومراكز البريد والمتاحف البريدية، كما تعقد المؤتمرات والندوات وورش العمل، وكذلك الأنشطة الثقافية والرياضية والترفيهية. وتصدر العديد من الإدارات البريدية هدايا تذكارية خاصة بهذه المناسبة.

## وصلات خارجية
- الصفحة الرسمية للاتحاد البريدي العالمي باللغة الفرنسية والإنجليزية
- اتحاد البريد العالمي